# ただいま、つなかん
『ただいま、つなかん』は、2023年2月25日に公開された日本映画。
宮城県気仙沼市、美しい入江を見下ろす高台にある民宿の女将を10年以上にわたり取材したテレビ報道発のドキュメンタリー。
監督は、映画初監督となるテレビディレクターの風間研一。ナレーションは渡辺謙。音楽は気仙沼市出身のジャズピアニスト岡本優子。
2023年2月24日より宮城・フォーラム仙台、2月25日より東京・ポレポレ東中野にて劇場公開
。

## あらすじ
唐桑半島鮪立（しびたち）で100年続く牡蠣の養殖業を営む菅野和享・一代夫妻は、東日本大震災当時、自宅を学生ボランティアの宿として開放し、半年間で延べ500人を受け入れた。2013年秋、菅野夫妻は、
若者の皆がいつでも帰ってこられるようにという思いから、その場所を民宿として開業。一代さんは女将として、牡蠣やワカメを振る舞い、地域の魅力を発信。すると、
つなかんに引き寄せられるように、元ボランティアの若者たちが次々と移住してきて、漁師のための早朝食堂をはじめたり、海を豊かにする森を育てたり、移住者のサポート体制を整えたりと、
土地に根ざした町づくりに取り組む。そんなある日、海難事故が発生する。

## 登場人物

### 主要人物
菅野一代（「唐桑御殿つなかん」女将）
菅野和享（牡蠣の養殖業）
学生ボランティアの皆さん
移住者の皆さん
糸井重里
伊達みきお
渡辺謙（ナレーション）

## スタッフ
- 製作：
- 音楽：岡本優子
- 編集：井上秀明
- 構成 : 小林偉
- ゼネラルプロデューサー：齋藤隆平
- プロデューサー：柴崎木綿子
- 監督：風間研一

## 製作
- 文化工房